# Économie palatiale
Une économie de palais, économie de redistribution ou encore économie palatiale, est un système d'organisation économique dans lequel une part substantielle de la richesse passe par le contrôle d'une administration centralisée, le palais. Ensuite le palais diffuse et redistribue la richesse vers la population. Il était traditionnellement justifié par le principe que le palais était le plus à même de distribuer efficacement les richesses au profit de la société,. 
L'économie palatiale serait au moins aussi ancienne que l'avènement des pharaons, voire davantage, car déjà attestée dans les cités-États mésopotamiennes. Les anthropologues ont noté de nombreux systèmes de ce type, depuis ceux des tribus engagées dans des économies de subsistance mais aussi des civilisations comme celle de l'Empire Inca, qui affectait des segments de l'économie à des villages spécifiques.  
Le fonctionnement d'une économie palatiale est fondée sur l'idée qu'une administration centrale planifie la production, affecte une partie de la population à sa réalisation, collecte les biens et services ainsi créés et enfin les redistribue aux producteurs. 
Une économie palatiale est un type spécifique de système de redistribution dans lequel les activités économiques de la civilisation sont menées dans ou à proximité des locaux de l'administration centrale, les palais des monarques absolus. Il incombe à l'administration du palais de fournir aux producteurs les biens d'équipement pour la production d'autres biens et services, qui sont considérés comme la propriété du monarque. 
Dans ces anciens systèmes de palais, les producteurs faisaient généralement partie du fonds de roulement. Du plus haut au plus bas, ils étaient liés à l'économie du palais par des liens de servitude ou de patronage. En contrepartie, le palais était responsable de couvrir les dépenses des producteurs. Il devait fournir nourriture, vêtements et abris.

## Origine du terme

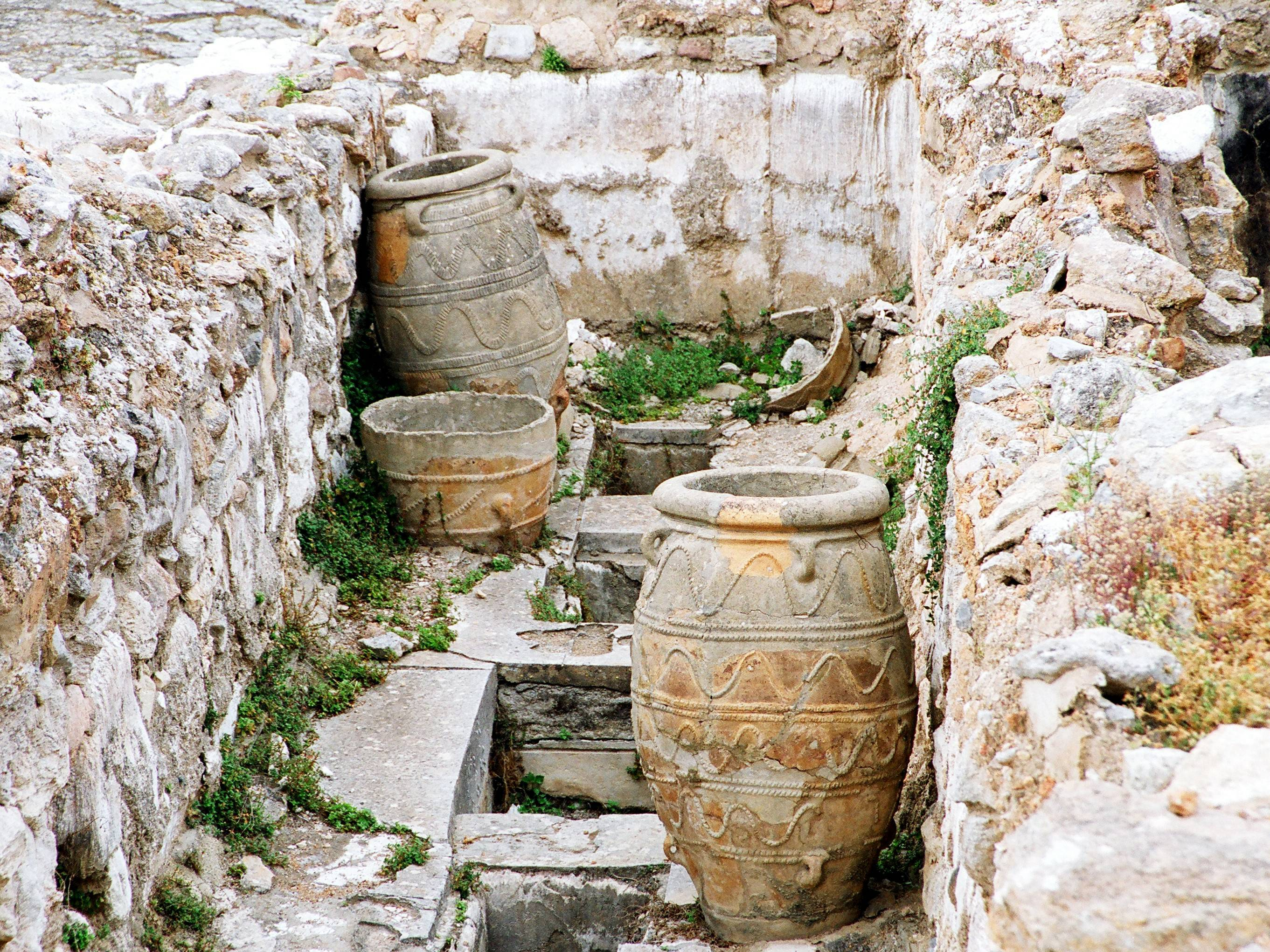
Espace de stockage, Palais de Cnossos.

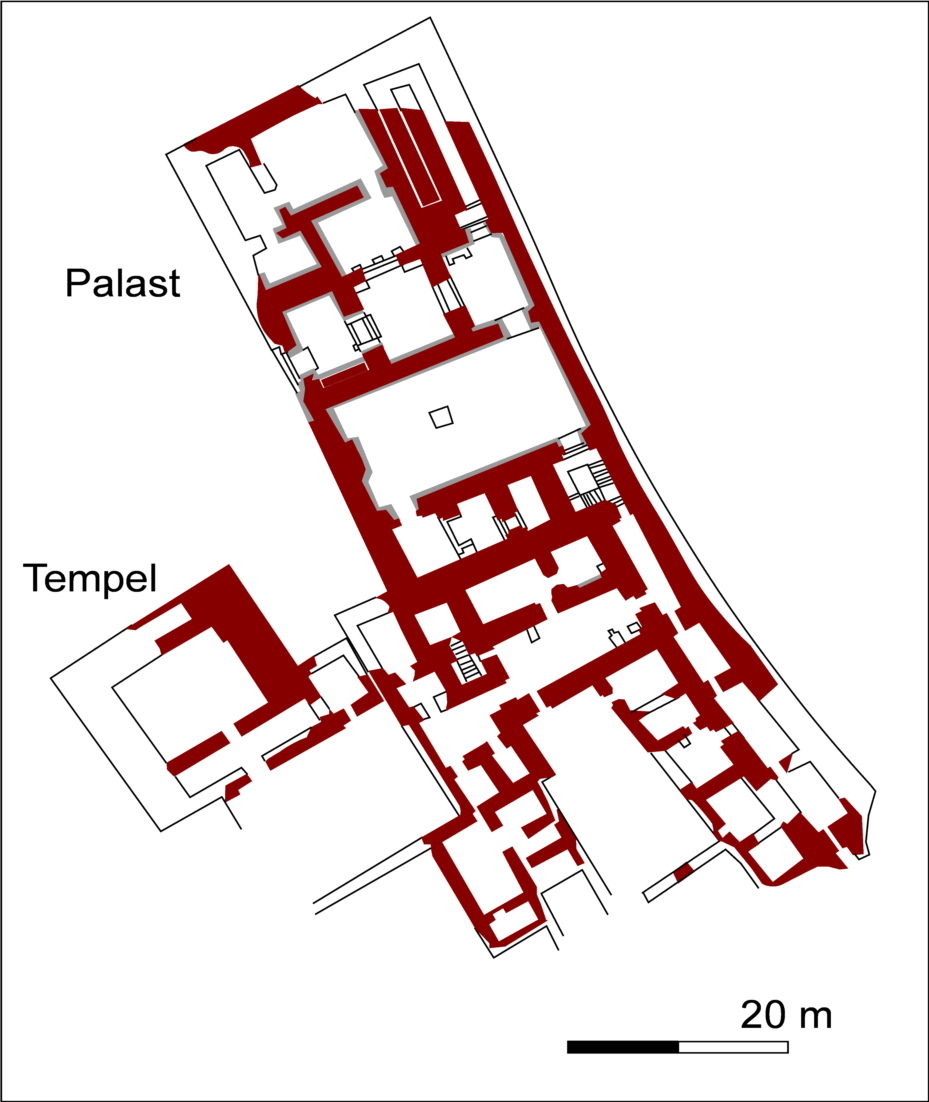
Palais à Alalakh

L'utilisation actuelle du terme « économie palatiale » vient de l'étude des palais des civilisations minoenne et mycénienne, qui ont prospéré à la fin de l'âge du bronze dans la région égéenne. Par exemple, l'archéologue Arthur Evans faisait référence à l'économie du palais pour décrire celle du palais de Knossos. 
En 1956, Ventris et Chadwick publient un article dans lequel ils soulignent que ces économies n'utilisaient pas de monnaie : « Il n'y a pas non plus de preuve dans les tablettes de quoi que ce soit s'approchant de la monnaie. Chaque produit est répertorié séparément et il n'y a jamais de signe d'équivalence entre une unité et une autre. » Parallèlement à cette absence de monnaie, Moses Finley trouve des preuves de redistribution dans les tablettes et avait du mal à comprendre comment cela pouvait se produire à cette époque pré-monétaire. Dans Le Monde d'Ulysse, il a noté que la majeure partie de la distribution était interne : « Tous les travaux de production, l'ensemencement, la récolte, le broyage et le tissage, même la chasse et le raid, bien qu'effectués par des particuliers, étaient effectués pour le compte d'un ménage dans son ensemble […] et, à partir du centre, ils étaient redistribués. » Finley a en outre émis l'hypothèse que le don, « le mécanisme d'organisation de base parmi de nombreux peuples primitifs »,  avait été développé en un système d'échange, sans prix, dépendant de l'évaluation ad hoc des échangeurs. 
Ventris est décédé en 1956. Comme les autres archéologues de l'époque, il n'a jamais envisagé l'économie du palais comme un système économique institutionnalisé, bien que Ventris et Chadwick aient remarqué les « similitudes dans la taille et l'organisation des palais royaux » de Nuzi, Alalakh et Ougarit. De même, Finley, à la fin des années 1950, ne faisait pas référence au système économique qu'il étudiait comme une « économie de palais ». 
Le statut du mot change en 1960, lorsque des historiens lient économie palatiale et Grèce antique. On ne sait pas exactement d'où vient cette association. Néanmoins il semble que Karl Polanyi ait contribué à l'émergence de la notion d' « économie palatiale » et plus particulièrement l'association de ce terme avec la civilisation mycénienne. Dans le recueil City Invincible (1960), il reprend les travaux de Finley et de Ventris mais les déforme. En effet, il rappelle que Ventris déclarait que la monnaie était absente des tablettes. Cependant Polanyi formule les conclusions de leurs recherches de manière différente : « Michael Ventris […] a défendu la thèse de l'absence d'argent dans l'économie de palais de la Grèce mycénienne. » Ventris n'avait en réalité rien affirmé de tel. Il n'a jamais déclaré que la Grèce mycénienne avait une économie de palais. Cependant Polanyi avait fait naître le concept et la plupart des théoriciens lui emboîtent le pas. Grahame Clark par exemple, parle en 1961 d'une « économie de palais introduite de Crète ». Chester Starr déclare la même année  « Les artisans et les paysans étaient largement embrassés dans une économie de palais sous contrôle royal ». Leonard R. Palmer, en 1963, fait référence à « l'économie de palais hautement centralisée » de Knossos et Pylos. Dès lors le terme ne désigne plus le système d'organisation économique spécifique à un palais donné. Au contraire, le concept de « l'économie palatiale » est désormais un concept abstrait, renvoyant à tout système où la redistribution des richesses est gérée de manière centralisée. 
Chadwick, qui poursuit le travail de Ventris, dans The Mycenaean World (1976), ne fait pas référence au terme d'économie de palais. Au lieu de cela, il préfère revenir sur la question du degré de centralisation dans les économies de la Grèce antique : « Ce que nous pouvons déduire des bâtiments du palais, c'est qu'ils sont des centres administratifs […] chaque centre d'administration implique un administrateur, qu'il soit un monarque indépendant, un prince semi-autonome ou un baron local. »

## Exemples historiques

### Civilisation crétoise

#### Crète minoenne
Dès le milieu de l'âge du bronze, soit environ dans la première moitié du deuxième millénaire avant notre ère, la Méditerranée orientale était dominée par une civilisation, nommée Minoenne par son découvreur, Sir Arthur Evans, fouillant le palais de Cnossos, qu'il appela le palais de Minos. 
L'évolution des structures palatiales a commencé en Crète à la période minoenne moyenne de l'âge du bronze moyen. Le début de la période que Joseph Shaw appelle « les trois grands », renvoie à Knossos, Phaestos et Malia. 

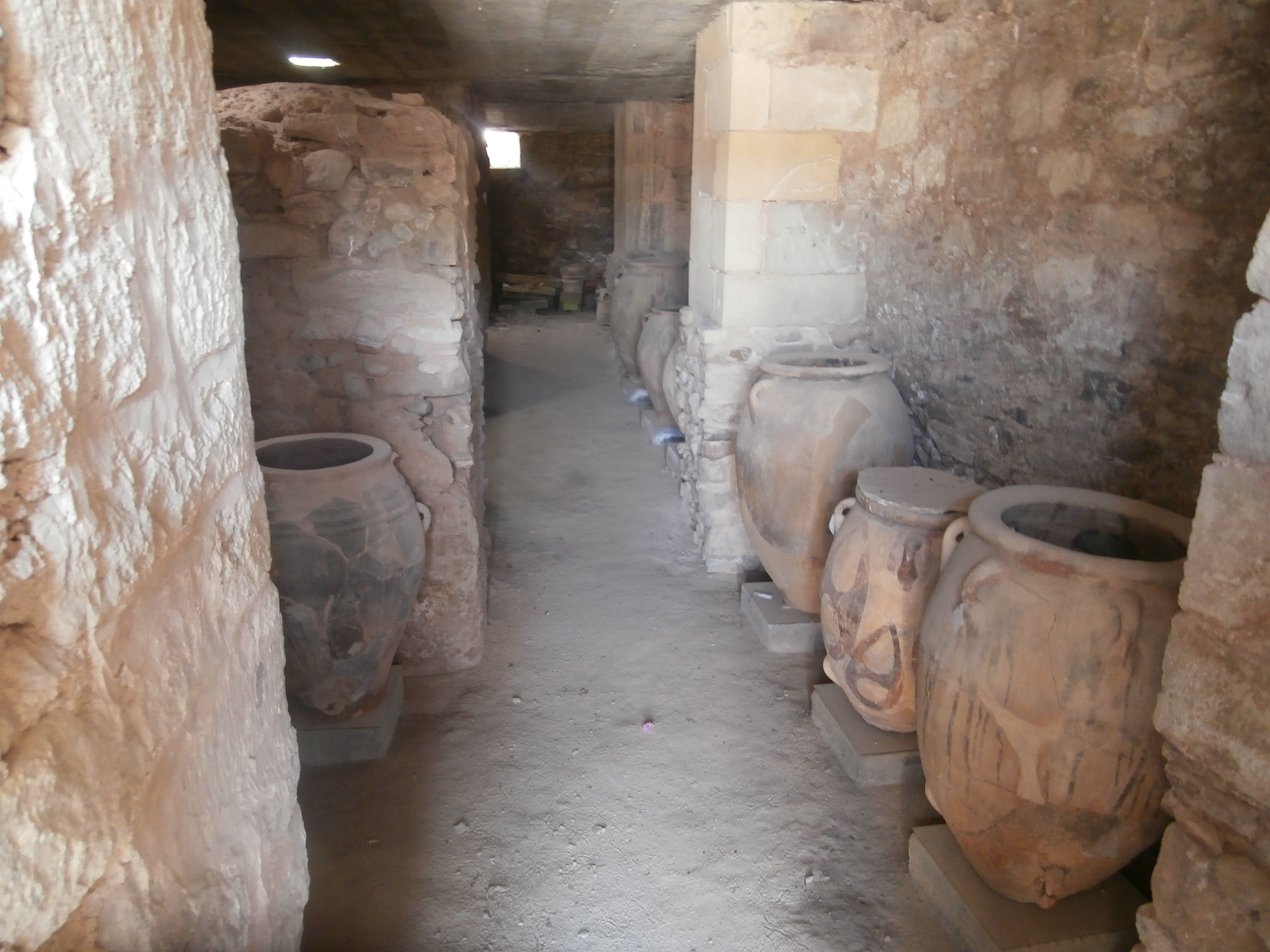
Poterie dans le Palais de Phaistos

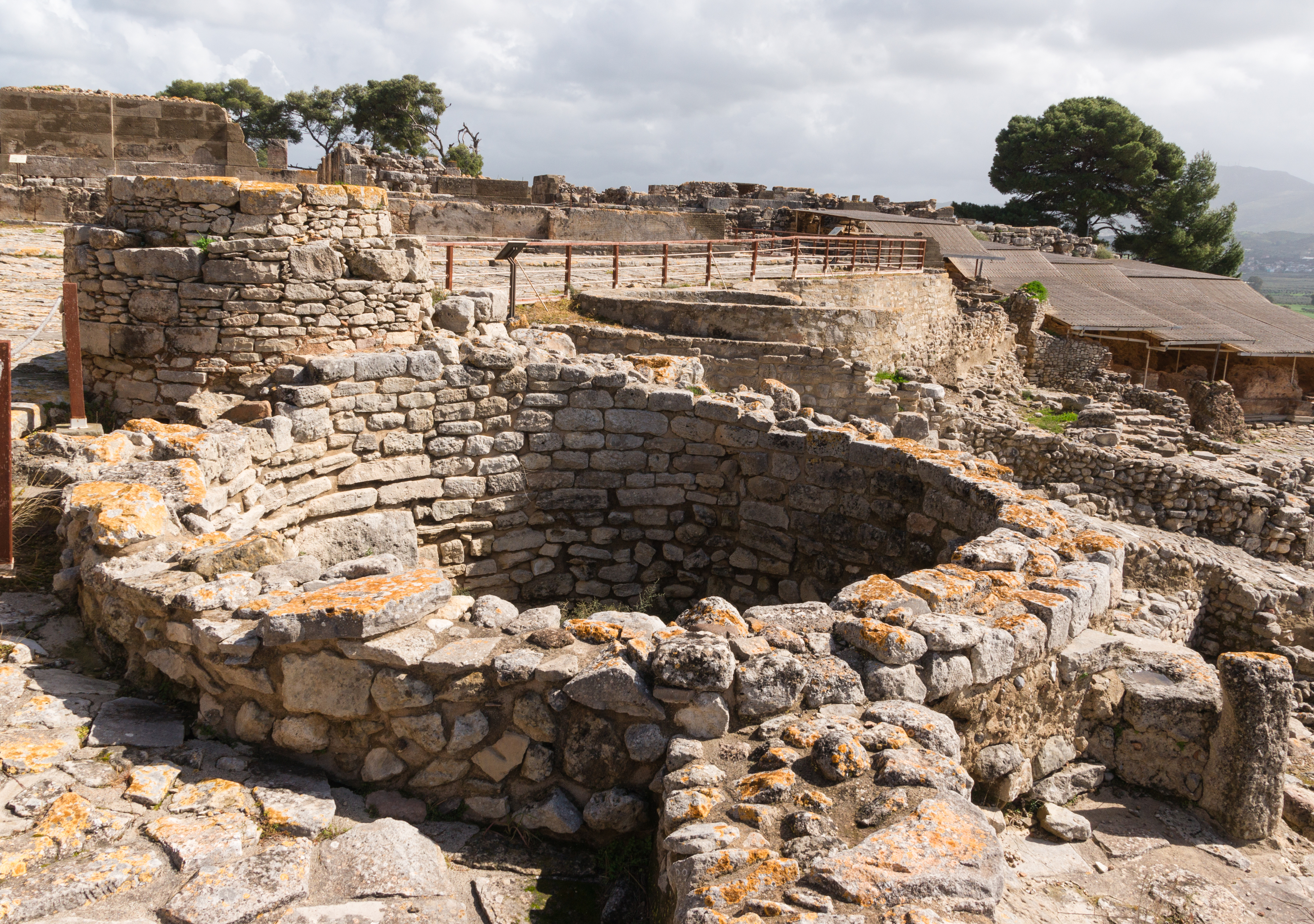
Silo sur le site de Phaistos

Le type de système économique qui prévaut en Crète, et sans doute là où l'influence crétoise est importante, est très bien documenté par des centaines de tablettes trouvées à plusieurs endroits en Crète. Néanmoins, les difficultés persistantes de déchiffrement de l'écriture, le Linéaire A, de ces documents compliquent l'assimilation des informations contenues dans ces tablettes. Par conséquent, rien n'est connu sur l'économie au-delà de ce qui peut être déduit de l'archéologie ou inféré en établissant des parallèles, parfois risqués, avec les informations présentées dans les documents de l'âge du bronze tardif qui, eux, peuvent être lus. Le fait que les Minoens ait pu avoir une économie de palais est donc une pure spéculation.

#### Crète mycénienne
La civilisation mycénienne succède à la civilisation minoenne. La connaissance de l'organisation politique de la société mycénienne est meilleure à l'échelle locale, grâce aux sources administratives en linéaire B provenant des palais de Pylos et de Cnossos, ou encore de Thèbes. Les produits des terres agricoles environnantes ont été collectés, enregistrés et stockés dans les palais, comme en témoignent le grand nombre de magasins et de pithos (pots de stockage) récupérés. La découverte de tablettes en Linéaire A et Linéaire B, répertoriant les produits dans les zones d'archives du Palais de Knossos, suggère une bureaucratie très organisée et un système de tenue de registres qui contrôlait tous les produits entrants et sortants. À Pylos, des archives similaires montrent que le palais prélevait des taxes en nature sur des membres des communautés rurales, sans doute en tant que redevance contre l'attribution de terres palatiales. De plus, la métallurgie est également documentée à Pylos par une série de tablettes qui montre que le palais distribuait du bronze à des forgerons qui devaient ensuite rendre le produit fini. 

### Autres civilisations
L'économie palatiale est attestée dans la Mésopotamie ancienne dès les temps les plus reculés (IVe millénaire avant notre ère, date à laquelle la région est divisée en cités-États). Ces cités sont le centre de puissants royaumes. Le roi et son palais contrôlent l'économie. Les économies de palais de l'Égypte ancienne, de la Mésopotamie, d'Anatolie et du Levant étaient en déclin à la fin de l'âge du bronze, remplacées par des économies de marché primitives dirigées par des marchands privés ou des fonctionnaires qui possédaient des entreprises privées à côté de leurs activités administratives[réf. nécessaire]. Ainsi, les dernières occurrences d'un système de palais étaient la Grèce mycénienne qui a été complètement détruite pendant l'effondrement de l'âge de bronze et les « siècles obscurs » de la Grèce antique qui s'ensuivirent à partir de 1200 av. J.-C., et Ougarit, une cité-royaume du Proche-Orient, située en Syrie actuelle, totalement détruite au début du XIIe siècle av. J.-C., après avoir connu une période prospère durant les quatre siècles précédents.

### Asie
Après la mission dans le Siam de l'agent britannique John Crawfurd en 1822, son journal décrit une « économie de palais ». Sa mission est en effet retardée au port de Pak Nam jusqu'à ce qu'il ait donné un niveau satisfaisant de cadeaux au palais.

## Voir également